# Kakamigahara
Kakamigahara è una città giapponese della prefettura di Gifu.

## Infrastrutture e trasporti

### Strade
tōkaihokuriku Jidōsha-dō)